# Termas de Encuelga
Las termas de Encuelga son manantiales termales ubicadas en la Región de Arica y Parinacota, utilizados para fines medicinales.

## Ubicación
Están cercanos al poblado de Enquelga.

## Características
Los dos manantiales que alimentan las piscinas emergen en medio del desierto a una altitud de 3700 m s. n. m. en las cercanías del pueblo de Enquelga o Enquelca. Se ofrecen baños en la piscina, baños de tina, de barro y vapor durante todo el año. En caminatas por el entorno de la zona de camping y pícnic se puede apreciar una preciosa flora y fauna, donde sobresale el coirón.

## Historia
Luis Risopatrón describe el lugar en su Diccionario Jeográfico de Chile de 1924 sin asignarle el valor de "termas":: 316 
Enquelca (Paraje) 19° 14’ 68° 49’. Se encuentra a 3 930 m de altitud, en la márjen N del valle de Arabilla, a corta distancia al W del caserío de Isluga. 116, p. 208 i 398; 134; i 156.